# 錫諾扎茨凱
51°14′11″N 31°7′58″E / 51.23639°N 31.13278°E

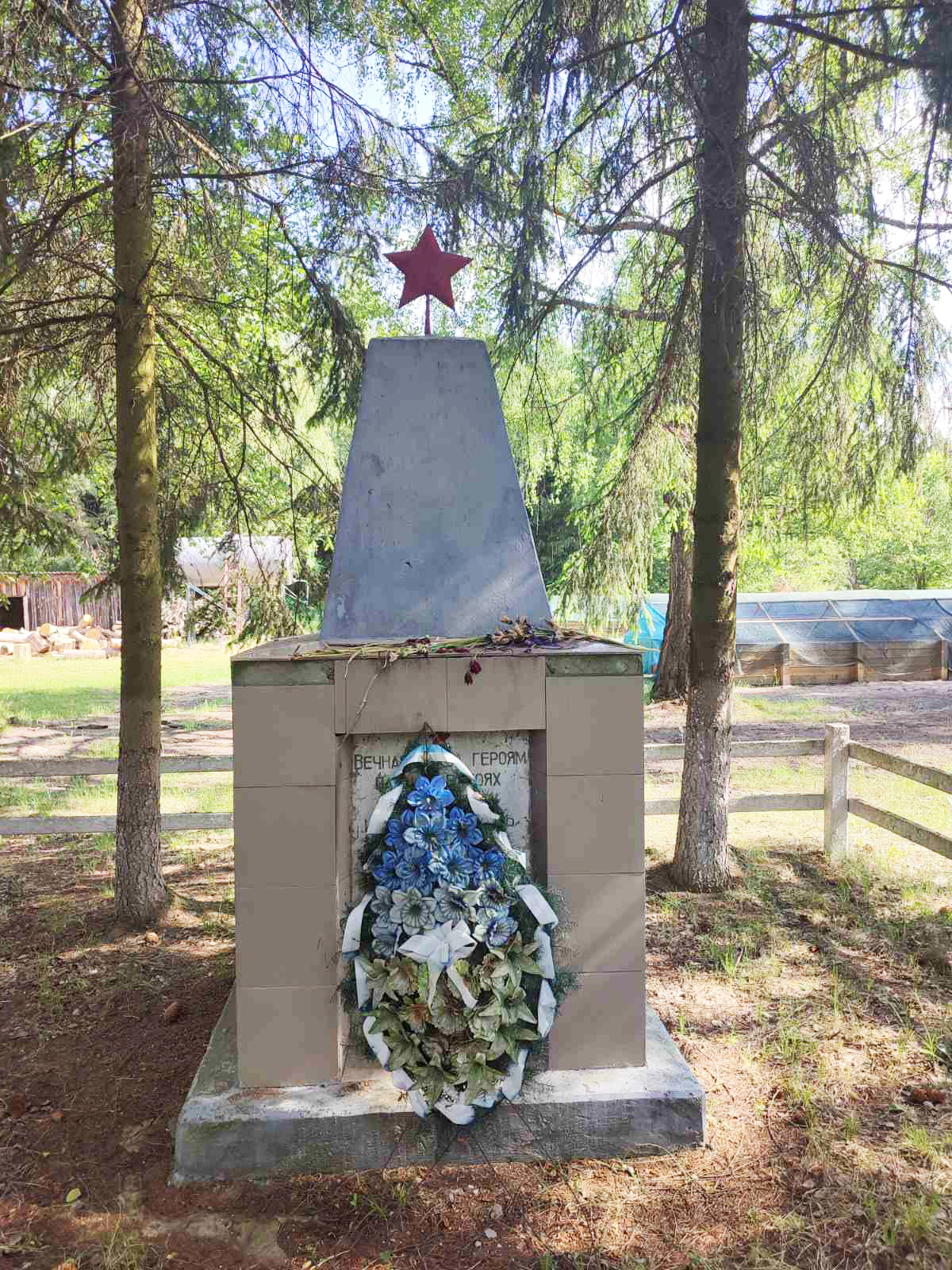
烈士纪念碑

锡諾扎茨凯（烏克蘭語：Сіножацьке），是烏克蘭北部切爾尼希夫州切爾尼希夫區奥利希夫卡市镇的村落。始建於1700年，面積0.49平方公里，海拔高度114米，2001年人口37，人口密度每平方公里75.51人。